# Dirksia cinctipes
Dirksia cinctipes är en spindelart som först beskrevs av Banks 1896.  Dirksia cinctipes ingår i släktet Dirksia och familjen panflöjtsspindlar. Inga underarter finns listade i Catalogue of Life.